# Macaduma quercifolia
Macaduma quercifolia är en fjärilsart som beskrevs av Rothschild 1912. Macaduma quercifolia ingår i släktet Macaduma och familjen björnspinnare. Inga underarter finns listade i Catalogue of Life.